# مقاطعة تلسا (أوكلاهوما)
مقاطعة تلسا (بالإنجليزية: Tulsa County)‏ هي إحدى مقاطعات ولاية أوكلاهوما في الولايات المتحدة الأمريكية.